# Алькайд
Алька́йд, алка́йд (исп. и порт. Alcaide от араб. القائد‎, аль-ка́ид — «вождь», «лидер») — начальник замка или тюрьмы в Северной Африке, Испании и Португалии. Также было титулом в норманском Королевстве Сицилия, используется как имя и применяется для обозначения вождей бандитов.
В Средние века в период Реконкисты в Португалии понятие «алкайд» обозначало должность коменданта форта (praça), замка (castelo), провинции. В отвоёванных укреплённых районах, крепостях король назначал командующего гарнизоном, совмещавшего обязанности по обороне (воинская должность), решению административно-хозяйственных вопросов (гражданская управленческая должность), а также ведению судов (юридическая должность). Алкайдами назначались представители знати. Их также называли главными алкайдами (alcaide-mor, alcaide maior), поскольку в их отсутствие исполнение обязанностей переходило младшему алкайду (alcaide menor). Алкайды напрямую подчинялись королю и только перед ним должны были отчитываться о состоянии дел. Диниш I ограничил обязанности алкайдов, лишив их юридических функций и ограничив лишь военной сферой. С течением времени должности также стала обозначать почётный титул, ставший впоследствии наследственным. Кроме того термин стал обозначать должность судебного чиновника. С XVII века «алкайд» стал всего лишь почётным титулом, поскольку отпала потребность в исполнении вышеуказанных функций. Термин сменил значение при обозначении должностей в различных областях: юридической — alcaide da vara, образовательной — alcaide dos donzéis (учитель детей знатных фамилий), военно-морской — alcaide do navio.